# 走近科学
《走近科学》（英語：Approaching Science）是中国中央电视台的大型科普电视栏目。开播于1998年6月1日，原为中国中央电视台新闻·综合频道（现中国中央电视台综合频道）节目，后成为央视科教频道的重点栏目。张国飞为栏目制片人，张腾岳为栏目主持人。《走近科学》的节目内容涉及生物学、考古学、心理学、刑事侦破等。因频道改版，该节目于2019年9月30日15:42分播出最后一期后停播。
《走近科学》起初还是比较传统的严肃科教片，到后期因为收视率太低差点遭到淘汰，于是从2004年开始被迫转型为故弄玄虚式的猎奇揭秘节目。竞争上岗的新制片人张国飞将该节目重新改版制作播出后，曾创下节目收视率位居央视十套第1的成绩，他表示这个节目要满足观众的猎奇心理，所以才会有语不惊人死不休的选题。据称，曾有观众因节目题材太恐怖而投诉节目组。
有舆论抨击该节目装神弄鬼、哗众取宠；也有觀點贊同張國飛帶領的《走進科學》轉型，是切合當時中國大量人口學歷不高，民間有大量「靈異事件」的國情，對各種靈異事的祛魅，引導群衆相信科學詮釋。而且一改過去科普節目的高高在上，是「一场电视科学节目的兴趣革命」。